# Долбо Мистасини (Квебек)
Долбо Мистасини (фр. Dolbeau-Mistassini) је град у Канади у покрајини Квебек. Према резултатима пописа 2011. у граду је живело 14.384 становника.

## Становништво
Према резултатима пописа становништва из 2011. у граду је живело 14.384 становника, што је за 1,1% мање у односу на попис из 2006. када је регистровано 14.546 житеља.
| 2006.  | 2011.  |
| ------ | ------ |
| 14.546 | 14.384 |